# Хајле Ибрахимов
Хајле Ибрахимов (рођен као Хаје Даста Хагос) је азербејџански атлетичар, специјалиста за трчање на дуже стазе.
Члан је АК Баку из Бакуа. Европски првак 2013. и азербејџански је рекордер на 3.000 м у дворани и на отвореном и на 5.000 м на отвореном.

## Биографија
Хајле Ибрахимов рођен је у Мекелеу, Етиопија 16. јануара 1990. Почетком, тачније 1. фебруара 2009. узима азербејџанско држављанство. Од 2009. почиње његова атлетска каријера. У првој години трчања за своју нову земљу поставио је азербејџанске рекорде у 3.000 м (7:51,68 мин) и 5.000 м (13:53,60 мин), као и националне јуниорске рекорде од 1.500 м до 10.000 м. Своју прву националну титулу освојио је у трци на 5.000 метара, да би на Европском јуниорском првенству 2009. у Новом Саду освојио дуплу круну на 5.000 и 10.000 м.. Номинован је за Европског атлетичара године у категорији Звезде које долазе за његове успехе у 2009.
На Светском првенству у дворани 2010. елиминисан је у предтакмичењу трке на 3.000 м, постигавши лични рекорд 8:05.43 минута. Дана 31. јула 2010, постао је први спртиста Азербејџана, носилац медаље у атлетици, освојивши бронзу на Европском првенству у Барселони. Почетком 2011. на митингу у Бакуу поставио је нови национални рекорд у трци на 3.00О м. у времену 7:42,54 минута.
Дана 5. марта 2011. освојио је сребро у дисциплини 3.000 метара на Европском првенству у дворани, изгубивши за 32 стотинке првом место од Мохамеда Фаре. Био је фаворит на 5.000 м на Европском првенству У-23, али није завршио трку због повреде, која га је пратила у већем делу сезоне.
Током 2012. на Светском првенству у дворани, није успео ући у финале. Касније на Европском првенству у трци на 5.000 је шести, а на Олимпијским играма у Лондону девети. На септембарском митингу у Роверету поставио је нови национални рекорд Азербејџана на 5.000 м 13:11,34. На Европском првенству у кросу у категорији У-23 је осми.
На почетку 2013. поправио је национални рекорд на 3.000 м у дворани на атлетском митингу у Шведској на 7:39,59 минута, у КСЛ Галан. Дана 2. марта 2013, у истој дисциплини осваја злато на Европском првенству у дворани, да би у мају на митингу Дијаматске лиге у Дохи поправио национални рекорд 7:34,57 минута. До краја године Ибрахимов је у тркама на 5.000 м, победио на Универзијади у Казању 13:35,89 и на Играма исламске солидарности са 
14:03,12 минута.
У 2014. учествовао је на Светском првенству у дворани у Сопоту у трци на 3.000 метара и био шести са 7:56,37 мин.

## Лични рекорди
| Дисциплина        | Резултат (мин) | Место    | Датум             |
| ----------------- | -------------- | -------- | ----------------- |
| 1.500 м           | 3:44,76        | Баку     | 28. јун 2009.     |
| 3.000 м           | 7:34,57        | Доха     | 10. мај 2013.     |
| 5.000 м           | 13:11,34       | Лондон   | 8. август 2012.   |
| 10.000 м          | 30:06,64       | Нови Сад | 23. јул 2009.     |
| 3.000 м (дворана) | 7:39,59        | Стокхолм | 21. фебруар 2013. |